# 毛叶轴脉蕨
毛叶轴脉蕨（学名：Ctenitopsis devexa）为叉蕨科轴脉蕨属下的一个种。